# Shuotheriidae
Shuotheriidae — невелика родина ссавців юрського періоду, останки яких знайдено в Китаї, Англії та, можливо, Росії. Вважається, що вони є близькими родичами австралосфенід, групи, що містить живих однопрохідних, які разом утворюють кладу Yinotheria. Однак деякі дослідження показують, що Shuotheriidae ближчі до Theria, ніж до Monotremata. Також Shuotheriidae були запропоновані як сестринська група до гондванської клади Henosferida і Monotremata.